# 1095
سنة 1095 كانت سنة بسيطة تبدأ يوم الإثنين (الرابط يظهر نموذج التقويم الكامل للسنة) من التقويم اليولياني.

## أحداث
- البرتغال استقلت للمرة الثانية.
- يوليو - كولومان أصبح ملكاً على المجر بعد موت أبيه.
- روجر الثاني ملك صقلية.

## مواليد
- أسامة بن منقذ، مؤرخ مسلم.
- ابن باجة، فيلسوف مسلم.
- وليام الثاني دوق بوليا.

## وفيات
- المعتمد بن عباد
- علي الحصري القيرواني
- أبو يوسف القزويني، عالِم وفقيه من المعتزلة.
- ابن جحاف، أحد ملوك الطوائف.
- اعتماد الرميكية.
- محمد بن أبي نصر فتوح الأزدي الحميدي الأندلسي،فقيه الظاهري، تلميذ علي بن حزم الأندلسي.
- المعتمد بن عباد.
- شين كيو، عالم موسوعي، ورجل دولة صيني.